# 円谷一
円谷 一（つぶらや はじめ、1931年（昭和6年）4月23日 - 1973年（昭和48年）2月9日）は、演出家、プロデューサー。円谷プロダクションの2代目社長。作詞家として、東 京一（あずま きょういち）の名義がある。父は初代社長で特技監督の円谷英二。

## 来歴
学習院大学卒。19歳の時にキリスト教の洗礼を受ける（洗礼名パウロ）。
KRT入社前年に、父・英二が特撮を手掛けた映画『ゴジラ』に参加。

### TBS時代
1955年にラジオ東京→KRT（テレビ事業は現在のTBSテレビ）に入社。演出部にてディレクターとしてテレビドラマを制作。『おトラさん』や「純愛シリーズ」といった作品にも演出として携わっていた。
中でも、1962年に「東芝日曜劇場」で放送された『煙の王様』（脚本：生田直親）は、芸術祭文部大臣賞を受賞するなど高い評価を得た。特に子供の描写が得意とされた。

### ウルトラシリーズ
1963年、TBSがテレビ映画の自社製作を行なうために映画部門を新設すると飯島敏宏、中川晴之助らとともに映画部門に移籍する。翌1964年には円谷プロダクション取締役に就任。同年、TBS初の特撮テレビ映画『ウルトラQ』の制作にあたった。『ウルトラQ』、『ウルトラマン』、『ウルトラセブン』といった特撮番組の監督を務め、奇抜な演出方法が周囲に理解されずTBSで干されていた実相寺昭雄を拾うなど、シリーズの隆盛に力を尽くした。
円谷一が『ウルトラマン』で監督を務めた「ミイラの叫び」や「オイルSOS」に登場する怪獣（ドドンゴ、ペスター）は彼の意見を採り入れ、いずれもぬいぐるみ（着ぐるみ）に演技者が二人入る斬新な手法だった。

### 円谷プロ社長就任
1969年、父・英二の体調悪化によりTBSを退社し（最終肩書はテレビ本部編成局映画部副部長兼プロデューサー・副参事）、円谷プロダクションに入社。1970年、英二の病死により円谷プロダクションの2代目社長に就任。財政難から、危機的な経営状況にあった同社の経営建て直しに奔走する。社長と監督は兼任できないと宣言して、以降はプロデューサーとして作品に携わるようになる。同年先述の理由により低予算で、『ウルトラファイト』の制作を開始。この番組の人気により、本格的な特撮番組を求める声が高まると、1971年に『帰ってきたウルトラマン』と『ミラーマン』（フジテレビ）をプロデューサーとして制作し、第二次怪獣ブームの火付け役となる。
以降、『ウルトラマンA』などの番組の制作にも携わるが、社長就任以降、営業や接待に奔走した結果、持病だった糖尿病、および高血圧が悪化。妻と離婚し、赤坂のクラブのママと再婚するなど、生活も乱れた。1973年2月9日、起床直後に脳溢血を発症して突然倒れ、病院に搬送されたが間もなく死去。享年41。父親の死からわずか3年後のことである。

### 怪獣供養
円谷プロは英二・一父子の相次ぐ死去や番組の失敗などの不幸が相次いだ。この厄払いの意味で1973年4月22日に二子玉川園において、同社で制作された番組で命を落とした怪獣達の供養が行われた。また、撮影で用いたぬいぐるみの火葬も執り行われた。これには円谷プロ関係者のほか、篠田三郎をはじめとする当時放送中の『ウルトラマンタロウ』・『ファイヤーマン』・『ジャンボーグA』の各出演者が列席し、司会は岸田森が行なった。

## 人物・エピソード

### 若手の才能を発掘
円谷一は、演出家は脚本を書くこともできなければならないとの考えから、ウルトラシリーズに携わった演出家に数多くの脚本を書くことを勧めている。初期のウルトラシリーズに本編の監督がペンネームを用いて脚本を書いているのはそのためである。ただしこれは、監督料だけでは生活できないでいた若手の監督たち、とくに妻帯者となった監督たちの収入を増額させるためでもあった。
しかし、円谷一自身はウルトラシリーズでは脚本を書いていない。『ウルトラマン大全集』（講談社）に掲載された、脚本家・上原正三へのインタビューによると、円谷は脚本家との打ち合わせの際にはかなりのアイディアを提供したようだった。

### 脚本へのこだわり
こうした一方で脚本家に対する要求は厳しく、『ウルトラマンAGE』（辰巳出版）に掲載されている当時の関係者へのインタビューによれば、円谷一が弟のように信頼しかわいがっていた金城哲夫に対しても、たびたび厳しい叱責の言葉とともに原稿をつきかえし、脚本家は再々書き直しを要求された。中でも、『ウルトラマン』の最終回「さらばウルトラマン」の初稿シナリオでは、ゼットンに派状光線で攻撃され動きを止めたウルトラマンがカラータイマーを叩き割られたのち、頭上に抱え上げられ地面にたたきつけられるという展開だったところ、彼が「死人に鞭打つような描写は子供に見せるに相応しくない」と強く反対したため、現在の形に修正されたという。
当時の番組制作の様子が描かれた『ウルトラマンティガ』の「ウルトラの星」では、円谷が金城に対して「このホン、面白い?」と突き返して書き直しを命じるシーンがあるが、この回の脚本を担当した上原正三は「僕もライターとして、円谷一監督には、あのままやられましたからねえ」と回想している。なおここでは円谷一の役を、息子の円谷浩が演じている。

### ウルトラマンの声
『ウルトラマン』で円谷は、第1話や最終回などの作品の節目となる重要なエピソードを計8本演出しているが、第1話「ウルトラ作戦第1号」では、円谷がウルトラマンの声を演じるという話が出ていたという。ウルトラマンとハヤタ隊員が赤い玉の中で会話するシーンで、ウルトラマンの話す声（ウルトラマンが日本語を話す部分の音声）を当時、TBS放送劇団に所属していた中曽根雅夫が担当する予定だったが、中曽根はアフレコ収録時間に大幅に遅れてしまう。しかし中曽根を待つ時間的余裕がなかったため、監督の円谷が「それなら自分が」と引き受けた。しかし、本番でうまくいかなかったため、編集担当の近藤久が代わって引き受けることとなり、光の国の宇宙人と地球人とのファーストコンタクトシーンが完成した。ただし、ウルトラマンの「シュワッチ!」などのかけ声（効果音）は、中曽根のものである。

## 主な作品

### 映画
- ゴジラ（1954年、撮影助手<特撮>）[14][7][注釈 1]
- ゴジラの逆襲（1955年、撮影助手）
- 怪獣大奮戦 ダイゴロウ対ゴリアス（1972年、製作）[15][3]

### テレビ
- 金語楼劇場『おトラさん』（1956年 - 1959年、演出・演出補）[7]
- そんなとき私は（1960年 - 1961年、演出）[16]
- 花王ファミリー劇場『純愛シリーズ』（1961年 - 1962年、演出）[16]
- 月曜日の男（1961年 - 1964年、演出）
- 東芝日曜劇場
  - 『煙の王様』（1962年、演出）[9]
  - 『カルテロ・カルロス日本へ飛ぶ』（1963年、助監督）[9]
- いまに見ておれ（1964年、監督）[9]
- スパイ・平行線の世界 日本編『介入』（監督）[17]
- レモンのような女（1967年、監督）[17]
- 孤独のメス（1969年、プロデューサー）[10]
- 円谷プロダクション作品
  - 泣いてたまるか 第35回『翼あれば』（1967年、演出）[17]
  - 怪奇大作戦（1968年 - 1969年、監督）[17]
  - 独身のスキャット（1970年、プロデューサー・監修）[10]
  - ミラーマン（1971年、プロデューサー・監修）[10]
  - ウルトラシリーズ
    - ウルトラQ（1966年、製作・監督）[17]
    - ウルトラマン（1966年 - 1967年、監督）[17][2]
    - ウルトラセブン（1967年、監督）[17]
    - ウルトラファイト（1970年、企画）[10]
    - 帰ってきたウルトラマン（1971年、プロデューサー・監修）[10]
    - ウルトラマンA（1972年、監修）[3]

### 主な作詞活動
いずれも東京一（あずま きょういち）名義。
ウルトラシリーズ
- 『ウルトラQ』より:
  - 大怪獣のうた
  - ウルトラマーチ
- 『ウルトラマン』より:
  - ウルトラマンの歌
  - 特捜隊の歌
  - 進め!ウルトラマン
- 『ウルトラセブン』より:
  - ウルトラセブンの歌
  - ウルトラ警備隊
  - ULTRA SEVEN
  - ウルトラ少年の歌
- 『帰ってきたウルトラマン』より:
  - 帰ってきたウルトラマン
  - 怪獣音頭
- 『ウルトラマンA』より:
  - ウルトラマンエース
  - TACの歌

ウルトラシリーズ以外
- MJの歌（『マイティジャック』『戦え! マイティジャック』）
- 『ミラーマン』より:
  - ミラーマンの唄
  - SGMの唄
  - 戦え! ミラーマン
- トリプルファイターのうた（『トリプルファイター』）
- 緊急指令10-4・10-10（『緊急指令10-4・10-10』）
- 炎のように燃えろ（『ファイヤーマン』）

## 出演
- 現代の主役 ウルトラQのおやじ（1966年）
- 怪奇大作戦 第2話「人喰い蛾」（1968年） - バーの客として出演（ノンクレジット）

## 家族
- 弟：円谷皐（円谷プロダクション三代目社長・同社初代会長）、円谷粲（円谷映像社長）
- 息子：円谷昌弘（円谷プロダクション五代目社長）、円谷英明（円谷プロダクション六代目社長）、円谷浩（俳優/本名：円谷寛）
- 娘：円谷一美（シンガーソングライター）

## 円谷一（に相当する役）を演じた俳優
テレビドラマ
- 三宅裕司 - 『ウルトラマンをつくった男たち 星の林に月の舟』（TBS） - 役名は「円谷一郎」
- 円谷浩（息子） - 『ウルトラマンティガ』（毎日放送）
- 青木崇高 - 『ふたりのウルトラマン』（2022年、NHK BSプレミアム）

テレビ番組
- 中野英雄 - 『円谷英二〜大空を愛したウルトラマン〜』（テレビユー福島）

舞台
- 千葉茂則 - 『光の国から僕らのために―金城哲夫伝―』（2016年、劇団民藝）[18]

## 関連書籍
- 8ミリカメラ特撮のタネ本（芸術生活社、1970年）
8ミリカメラにおける特撮技術の応用例を解説したもの。当初は英二の執筆予定だったが、急逝したため一が受け継いだ。
- 白石雅彦『円谷一 ウルトラQと“テレビ映画”の時代』双葉社、2006年7月20日。ISBN 4-575-29907-3。